# Mouvement Sunrise
Le Mouvement Sunrise est une organisation d'action politique américaine qui lutte contre le changement climatique.
Lors de son lancement en 2017, l'objectif du mouvement était d'élire les partisans des énergies renouvelables lors des élections primaires du Parti démocrate, puis lors des élections de mi-mandat de novembre 2018. Depuis ces élections, le mouvement s'emploie à déplacer la fenêtre d'Overton (gamme d'idées acceptées par l'opinion publique) en matière de politique climatique pour centrer dans l'opinion les mesures environnementales connues sous le nom de Green New Deal.
En collaboration avec l'organisation Justice Democrats (en) et la représentante Alexandria Ocasio-Cortez, le groupe a organisé un sit-in dans le bureau de la présidente de la Chambre des représentants, Nancy Pelosi, ce qui a apporté à l'organisation sa première couverture médiatique d'envergure. Sunrise a organisé un événement similaire en février 2019, amenant un groupe de jeunes à affronter la sénatrice Dianne Feinstein dans son bureau. Depuis le premier sit-in, le mouvement attire l'attention des médias avec des actions directes, comme la série d'actions Wide Awake de l'été 2020.

## Historique

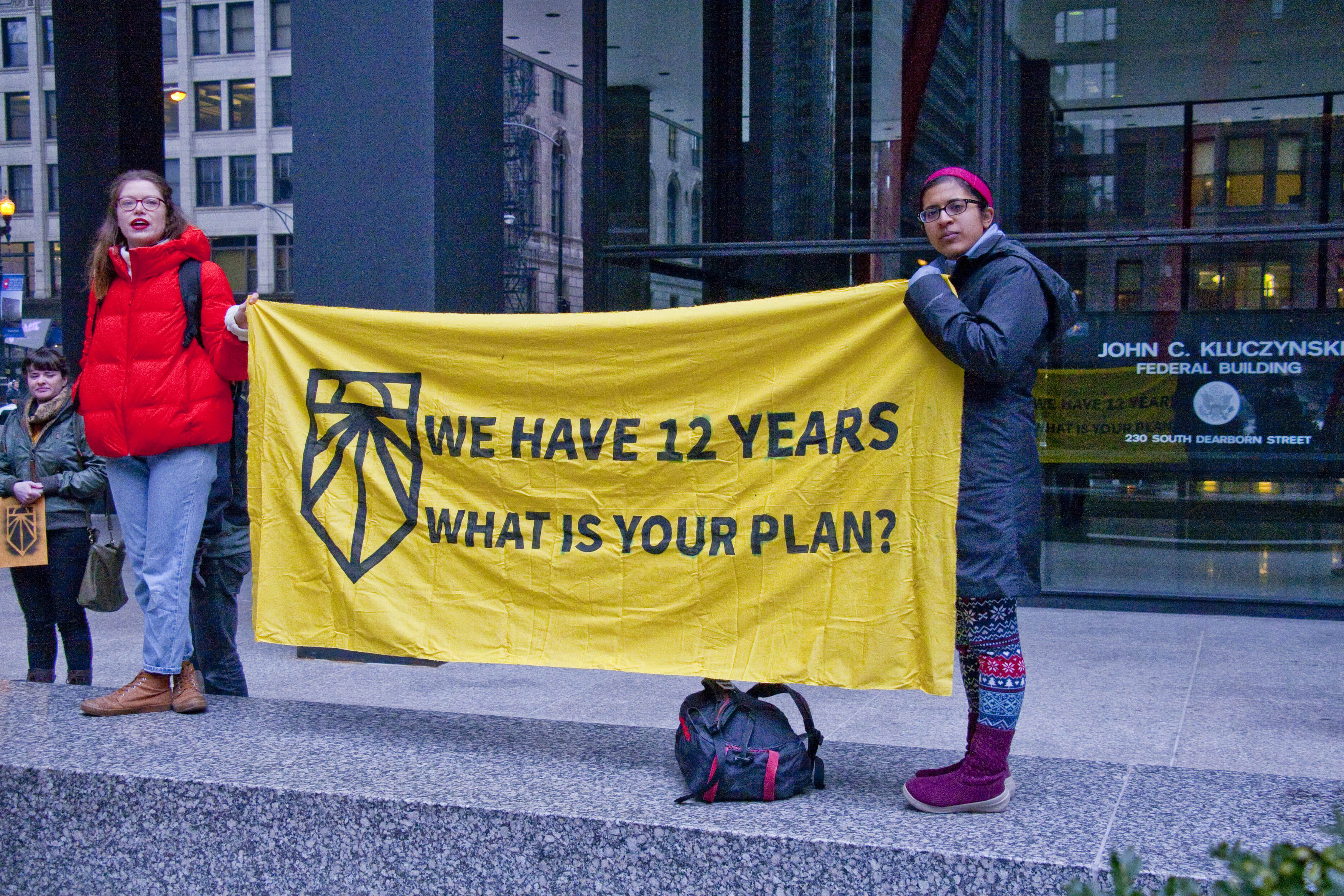
Manifestants à Chicago en 2019 tenant une banderole sur laquelle est écrit Nous avons 12 ans. Quel est votre plan ?, en référence au temps restant pour maintenir le réchauffement climatique à moins de 1,5 °C, selon un rapport du GIEC de 2018.

À l'été 2013, Evan Weber et Matthew Lichtash, deux étudiants en sciences de l'environnement de l'université Wesleyenne (Connecticut), aidés du professeur Michael K. Dorsey, ont obtenu une subvention de 30 000 $ et des locaux de la part de l'association Sierra Club et du fond vert de leur université pour passer deux mois à rédiger un plan d'action climatique, qui servira de base pour la création de l'association US Climate Plan en janvier 2014. Celle-ci est aujourd'hui le Sunrise Movement Education Fund, organisme de financement du mouvement Sunrise.
Sara Blazevic et Varshini Prakash ont de leur côté commencé à travailler sur le mouvement Sunrise sur la côte Est en 2015. Les premiers dirigeants de l'organisation ont été formés à Momentum, un institut de formation qui enseigne l'organisation communautaire.
Le mouvement Sunrise est lancé en tant qu'association 501(c)(4) en 2017.
Lors des élections primaires du Parti démocrate pour les élections de mi-mandat de novembre 2018, ils travaillent pour que soient battus les candidats qui ne refusent pas les financements de l'industrie des combustibles fossiles (charbon, pétrole et gaz) et pour que soient élus les partisans des énergies renouvelables. La moitié des 20 candidats soutenus ont ensuite remporté leurs élections. Parmi eux, Deb Haaland, Alexandria Ocasio-Cortez, Rashida Tlaib et Ilhan Omar ont été élues à la Chambre des représentants et six autres candidats soutenus ont remporté les élections pour des législatures d’État en Floride, dans l’État de New York et en Pennsylvanie.
Depuis ces élections, le mouvement Sunrise s'est concentré sur des propositions pour lutter contre le changement climatique, connues sous le nom de Green New Deal, dont les principes fondamentaux ont été décrits comme « la décarbonation, l'emploi et la justice ». Ses propositions comprennent une transition vers les énergies renouvelables, l'expansion des transports en commun et un plan économique pour favoriser l'emploi.
Plusieurs publications ont rapporté que le Green New Deal s'opposerait à l'énergie nucléaire, à la séquestration du dioxyde de carbone ainsi qu'à d'autres technologies,. Cependant, le sénateur Ed Markey, co-sponsor de la résolution Green New Deal au Sénat, a déclaré que cet ensemble de propositions n'exclut aucune technologie.
En mars 2019, un groupe de militants au Royaume-Uni appelle le parti travailliste à s'engager à prendre des mesures radicales pour décarboner l'économie britannique d'ici la fin de la décennie. Appelant leur mouvement "Labour for a Green New Deal", un porte-parole du groupe déclare qu'ils s'inspiraient du mouvement Sunrise et du travail qu'Ocasio-Cortez a fait aux États-Unis. Les membres du groupe ont rencontré Zack Exley, cofondateur du comité d'action politique progressiste Justice Democrats (en), pour apprendre des expériences que lui et Ocasio-Cortez ont eues en travaillant sur la campagne du Green New Deal aux États-Unis.
À l'été 2020, le mouvement Sunrise commence à mener des actions appelées Wide Awake, qui consistent à se présenter tôt le matin au domicile de personnalités politiques, pour manifester et faire du bruit pour les réveiller.

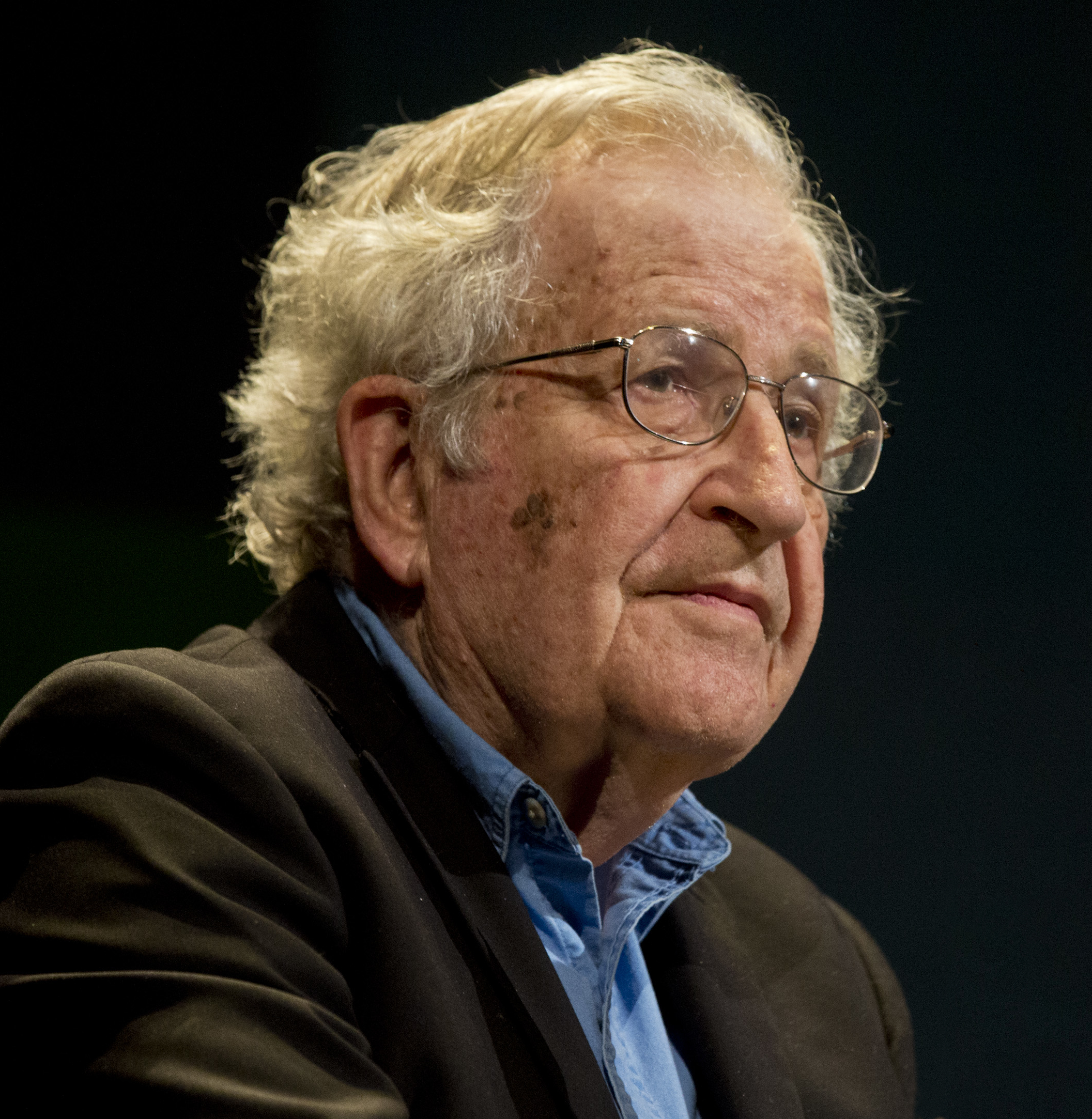
Noam Chomsky, en 2015.

En avril 2021, le mouvement reçoit le soutien de l'intellectuel engagé Noam Chomsky, qui qualifie de gratifiant le travail du mouvement. Plus tard la même année, il considère que le mouvement est à la pointe de l'activisme sur le climat.
Le Sunrise Movement Education Fund, organisme de financement du mouvement Sunrise, a été recommandé en novembre 2020 comme l'une des meilleures organisations caritatives liées au changement climatique à qui faire un don par Giving Green, une organisation d'altruisme efficace qui guide les personnes souhaitant donner le plus efficacement possible. Giving Green a retiré sa recommandation l'année suivante d'une part en raison des ressources déjà importantes dont le fond dispose et d'autre part en raison de l'incertitude sur les plans futurs du mouvement.

## Actions

### Sit-in de novembre 2018
Après avoir pris le contrôle de la Chambre des représentants lors des élections de mi-mandat de 2018, les élus du Parti démocrate n'étaient pas d'accord sur la meilleure façon de lutter contre le changement climatique. Le mouvement Sunrise a alors planifié un sit-in dans le bureau de Nancy Pelosi, la présidente de la Chambre, et a demandé à la représentante Alexandria Ocasio-Cortez de les aider à faire connaître l'événement, auquel elle a plutôt préféré se joindre,. Les revendications étaient que tous les membres de la direction démocrate à la Chambre refusent les dons de l'industrie des énergies fossiles et que Nancy Pelosi s'efforce de parvenir à un consensus à la Chambre sur le Green New Deal, qui pourrait alors être adopté lorsque les démocrates reprendraient le contrôle de l'administration, après mise en place d'un comité restreint (en) dédié au Green New Deal.
Le sit-in a lieu le 13 novembre. Plus de 250 manifestants se sont présentés pour occuper le bureau de Pelosi, dont 51 ont été arrêtés par la police du Capitole,. La représentante Rashida Tlaib a exprimé son soutien à la manifestation sur les réseaux sociaux. La présidente Pelosi a répondu en saluant la manifestation sur Twitter, en proposant de rétablir le Comité sur la crise climatique (en) et en affirmant que le projet de loi sur les infrastructures déjà prévu pourrait répondre à de nombreuses préoccupations du mouvement Sunrise.

### Comité sur le Green New Deal

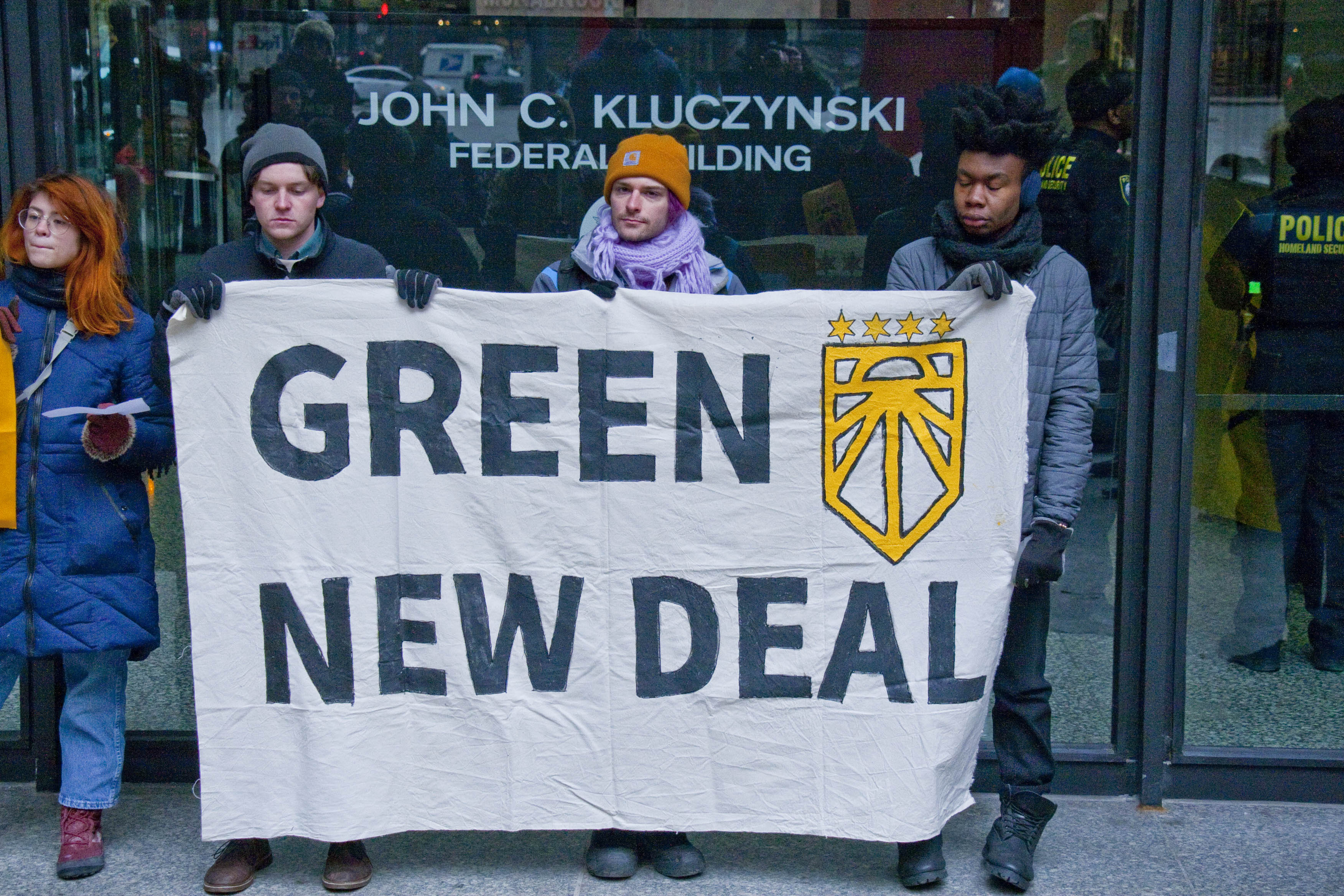
Rassemblement pour un Green New Deal à Chicago (2019).

L'un des principaux objectifs a été d'obtenir la création d'un comité restreint (en) sur le Green New Deal, auquel certains membres de la direction démocrate à la Chambre sont opposés.
Le mouvement Sunrise a continué à faire campagne pour que les représentants soutiennent cette création plutôt que de simplement remettre sur pieds l'ancien Comité sur la crise climatique (en). Le 10 décembre, ils organisent un deuxième sit-in dans les bureaux de Nancy Pelosi et du représentant Jim McGovern. Plus de 1 000 manifestants se sont présentés pour participer. Le 19 décembre, 40 membres du Congrès ont signé pour soutenir la création de ce comité.
Malgré cela, la présidente de la Chambre, Nancy Pelosi, et le chef de la majorité, Steny Hoyer, décident de recréer le Comité sur la crise climatique avec la représentante Kathy Castor à sa présidence.

### TournéeEn route vers le Green New Deal
En avril 2019, le mouvement Sunrise organise sa tournée En route vers le Green New Deal. Cette tournée vise à recueillir un maximum de soutien pour la résolution du Green New Deal, présentée au Congrès par la représentante Alexandria Ocasio-Cortez et par le sénateur Ed Markey quelques mois auparavant, en février 2019. La tournée traverse 8 grandes villes et plus de 200 localités, mettant en vedette des personnalités politiques locales, des militants et des personnalités du mouvement climatique pour parler de l'importance de ces mesures climatiques et de la manière d'y parvenir. La tournée a commencé à Boston, avec comme intervenants le sénateur Ed Markey, la représentante Ayanna Pressley, la cofondatrice du mouvement Sunrise Varshini Prakash et la pasteure de l'Église épiscopale méthodiste africaine Mariama White-Hammond. Il s'est terminé à Washington, DC, à l'Université Howard avec comme orateurs le sénateur Bernie Sanders, la représentante Alexandria Ocasio-Cortez, l'autrice et journaliste Naomi Klein et le cofondateur de Justice Democrats Alex Rojas.

### Débat des primaires démocrates sur le changement climatique

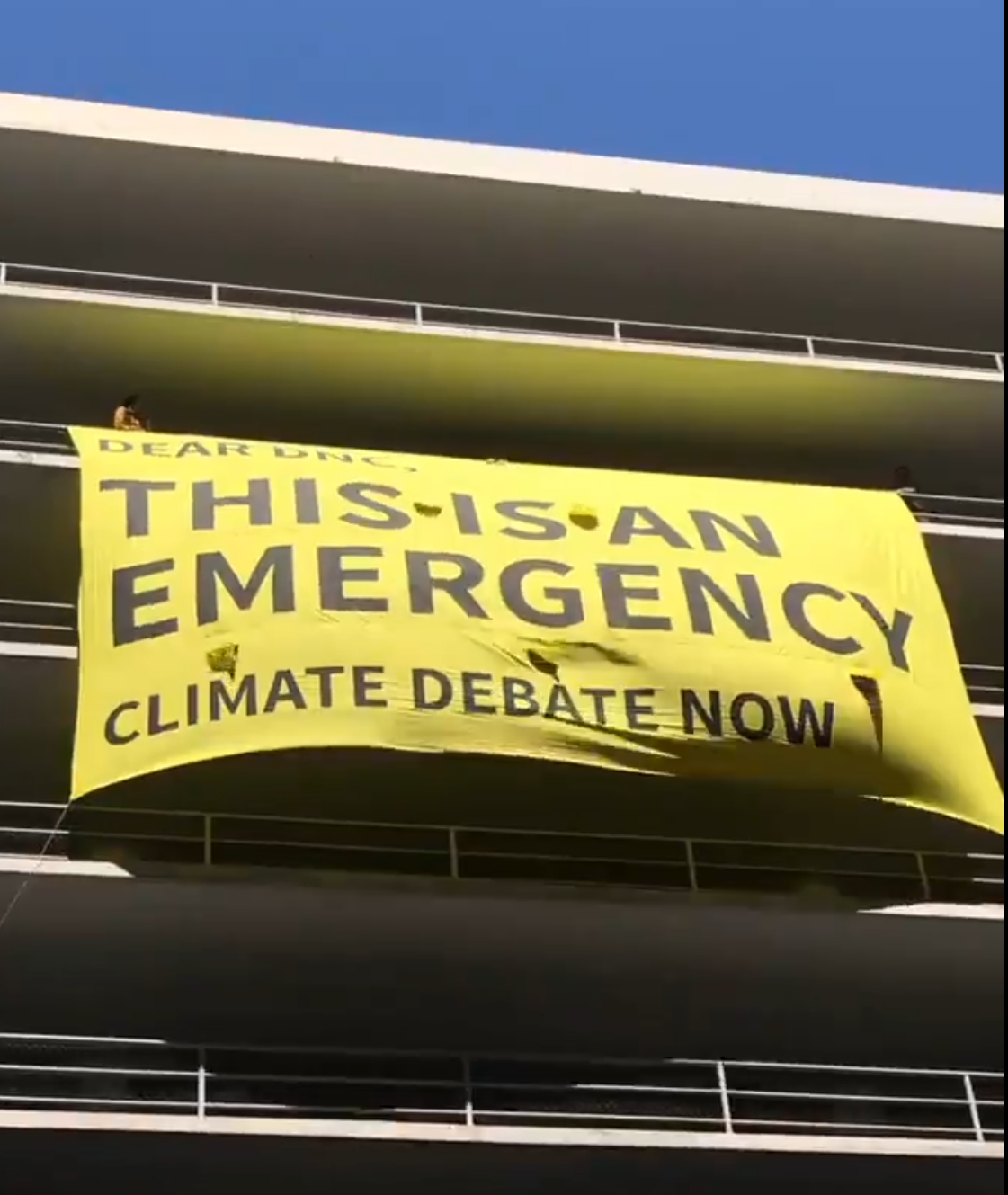
Banderole déployée face au bâtiment où se réunit le Comité national démocrate (DNC) et sur laquelle est écrit Cher DNC. Ceci est une urgence. Débat climatique maintenant. (2019).

Début 2019, un des principaux objectifs du mouvement Sunrise est de faire pression sur la direction du Parti démocrate, le Comité national démocrate (DNC), pour que l'un des douze débats organisés (en) entre les candidats à la primaire de 2020 porte sur le changement climatique. A cette date, le DNC n'en a pas prévu sur ce thème et interdit aux candidats de participer à tout autre débat non organisé par le parti (hors forums et assemblées publiques (en) où les candidats sont seuls sur scène) sous peine d'être exclu des débats suivants.
En juin 2019, des militants du mouvement Sunrise dorment sur les marches des bureaux du DNC à Washington, pour protester contre le manque d'attention sur la crise climatique lors de ces débats et pour appeler à un débat centré sur ce sujet. En août, le comité des résolutions du DNC vote contre l'organisation d'un tel débat (17 contre, 8 pour). Au cours de la session, une résolution est cependant adoptée pour permettre à plusieurs candidats de se présenter ensemble sur scène lors d'une assemblée publique ou d'un forum pouvant porter sur ce sujet. Cependant, cette résolution est rejetée deux jours plus tard par les membres du DNC (222 contre, 137 pour).

### CampagneWide Awake
À l'été 2020, le mouvement Sunrise commence à organiser des manifestations Wide Awake (littéralement "bien réveillé", en anglais), au cours desquelles un groupe de manifestants se rassemble devant la maison d'un responsable politique en faisant du bruit très tôt le matin. Ces actions sont inspirées de celles du même nom des années 1860 du mouvement de jeunesse pro-abolition de l'esclavage. Parmi les personnalités concernées figurent notamment les sénateur Mitch McConnell, Ted Cruz, le gouverneur Larry Hogan, le procureur général Bill Barr et la secrétaire à l’Éducation Betsy DeVos,.

### CampagneClimate Mandate
Fin 2020, le mouvement Sunrise lancé sa campagne Climate Mandate consistant à faire pression sur le président élu Joe Biden pour qu'il choisisse les membres de son cabinet compatibles avec les objectifs de Sunrise, tels que la mise en place du Green New Deal,. Parmi les membres proposés par le mouvement, deux ont été choisies par Joe Biden : Deb Haaland à l'Intérieur et Marcia Fudge au Logement (bien que Sunrise la proposait pour l'Agriculture).

## Structure organisationnelle

### Organisation nationale
L'organisation nationale du mouvement Sunrise définit les campagnes, les priorités et fait ses propres recommandations.
Elle comprend 4 divisions principales :
- Division de l'organisation : chargée de renforcer le pouvoir des personnes pour atteindre les objectifs de Sunrise et mettre en œuvre sa stratégie.
- Division des communications : responsable de toutes les communications externes et internes.
- Partenariats et division politique : travaille avec des personnalités politiques et d'autres personnalités institutionnelles pour atteindre les objectifs politiques du mouvement.
- Division des opérations : responsable de la maintenance de l'infrastructure du mouvement.

### Échelle locale
Le mouvement est organisé en plateformes décentralisées qui opèrent dans les différentes villes des États-Unis. Il en existe plus de 400 répartis dans les 50 États qui mènent leurs propres actions. Les plateformes suivent généralement les campagnes définies par l'équipe nationale, mais ont également le pouvoir de décider de leur propre structure et de leurs propres actions locales. Ces actions ont par exemple été la participation à des grèves étudiantes pour le climat ainsi que le soutien à des candidatures politiques locales.